# Roc du Mulinet
Il Roc du Mulinet (3.442 m s.l.m. - detta anche Cima Martellot) è una montagna delle Alpi di Lanzo e dell'Alta Moriana nelle Alpi Graie. Si trova lungo la linea di confine tra l'Italia e la Francia ed a sud delle Levanne.

## Accesso alla vetta
Dal versante italiano si trova alla testata della Val Grande di Lanzo. Dal versante francese l'accesso può avvenire da l'Ecot, una frazione di Bonneval-sur-Arc.